# Франк Лукки-и-Пьомбино
Франк Лу́кки-и-Пьомби́но (итал. franco di Lucca e Piombino) — денежная единица североитальянских государств: княжества Лукка-и-Пьомбино и великого герцогства Тосканского в 1810—1815 годах, а также герцогства Лукка в 1815—1826 годах. Делился на 100 чентезими.

## Исторический контекст
В конце XVIII — начале XIX веков в результате революционных и наполеоновских войн территория Италии была оккупирована французами. На её территории было образовано множество так называемых «дочерних республик», преобразованных в начале XIX века в различные формально независимые, но реально оккупированные Францией государственные образования.
Одним из таких государств было княжество Лукка-и-Пьомбино, в котором в 1805 году княжной стала старшая сестра французского императора Наполеона Бонапарта Элиза, а князем — её супруг Феличе-Паскуале Бачокки (или на французский манер — Феликс). К 1809 году княжество было присоединено к куда большему по размеру великому герцогству Тосканскому со столицей во Флоренции, и 3 марта 1809 году Элиза была коронована как великая герцогиня объединённого государства. Несмотря на то, что основные вопросы решались не во Флоренции, а в Париже, Элиза и Феликс оставались номинальными правителями вплоть до падения Наполеона в 1814 году, когда Тоскана была оккупирована австрийской армией.

## Монеты
Ещё 30 марта 1806 года Наполеоном был издан указ, согласно которому денежное обращение княжества Лукка-и-Пьомбино должно было быть унифицировано с французским и исчисление денежных единиц переведено на десятичную систему. 30 апреля того же года было выпущено аналогичное распоряжение от имени Элизы и Феликса. 13 мая следующего, 1807 года городскому совету Лукки из Парижа было направлено распоряжение о том, что отныне все цены и платежи должны исчисляться во французских франках. Однако, жители Лукки не спешили исполнять распоряжения, как из-за своего неприятия оккупационной власти, так и потому, что монетный двор Лукки не функционировал с 1790 года и не был способен наладить чеканку собственной монеты.
28 февраля 1809 года государственный секретарь Лукки Луиджи Ваннуччи опубликовал от имени Феличе Бачокки (именуемого Феликсом I) декрет о чеканке в Лукке франка, который делился бы на 100 чентезими. В том же указе устанавливался обменный курс франка к другим имевшим хождение на тот момент в регионе денежным единицам. Так, например, новый франк должен был быть равен 1 лире 6 сольдо и 8 денаро Лукки.
9 марта того же 1809 года, менее чем через неделю после коронации Элизы министр финансов Франции Годен обратился к главе флорентийского монетного двора Джованни Фабброни с письмом, сообщая о том, что император Наполеон поручает ему наладить производство новых монет. Элиза, которая хотела оставить свой след в истории, принялась добиваться от брата разрешения на чеканку монеты с собственным профилем на аверсе. Чуть больше, чем через полгода ей удалось получить согласие императора — 21 ноября, Фабброни получил очередное письмо из Парижа, в котором сообщалось о дозволении Наполеона на чеканку во Флоренции собственной монеты, аналогичной по достоинству французской. Однако, император потребовал, чтобы монеты выпускались от имени княжества Лукка-и-Пьомбино (а не всей Тосканы), а Элиза именовалась бы его княжной, что было бы для неё шагом вниз по иерархической лестнице.
Тем не менее, решение было найдено. Чеканка монет началась в 1810 году (и продолжалась вплоть до 1814 года), но на монетах выбивалась другие года — с 1805 по 1808, то есть когда Элиза и Феликс были ещё всего лишь властителями небольшого княжества Лукка-и-Пьомбино. Дизайн монет была разработан известным флорентийским скульптором Джованни Антонио Сантарелли, и вскоре на флорентийском монетном дворе началось их производство. Монеты достоинством в 1 и 5 франков в чеканились из серебра 900 ‰, а 3 и 5 чентезими — из меди. Были также заявлены монеты в 1 и 2 чентезими, но их производство так и не было осуществлено. При выпуске денег имели место два новшества по французскому образцу, до того не применявшиеся в Италии: во-первых, как уже было сказано выше, денежное обращение было впервые переведено в десятичную систему — одному франку соответствовали ровно 100 чентезими; во-вторых, перед каждым выпуском новой монеты выпускался особый эдикт, объясняющий подданным особенности новой монеты и её обменный курс к другим монетам, находившимся в обращении.
К 24 ноября 1810 года были отчеканены первые 6000 монет с профилями Элизы и Феликса. Первая партия производства 1810 года состояла из монет достоинством 5 франков, датированных 1806 и 1807 годами.
Всего между 1810 и 1814 годами на флорентийском монетном дворе были отчеканены 697 603 монеты четырёх достоинств с датировками от 1805 до 1808 года:
| Год чеканки | 5 франков | 1 франк | 5 чентезими | 3 чентезими |
| ----------- | --------- | ------- | ----------- | ----------- |
| 1810        | 20 002    | —       | —           | —           |
| 1811        | 63 306    | —       | —           | —           |
| 1812        | 81 620    | 60 625  | —           | 36 600      |
| 1813        | 142 260   | —       | 20 000      | 189 000     |
| 1814        | 32 690    | —       | 51 500      | —           |

Также, несмотря ни на что, продолжалась чеканка традиционных итальянских монет Тосканского великого княжества: золотых руспони, серебряных паоли, лир и сольди, медных кваттрини.
В 1815 году, после падения Наполеона из великого герцогства Тосканского было вновь выделено герцогство Лукка, и на троны вернулись из изгнания прежние правители. В Лукке de jure было отменено хождение франка, но поскольку вплоть до 1826 года монеты не чеканились, de facto он оставался денежной единицей княжества. В Тоскане же франк был достаточно быстро заменён на вновь отчеканенную тосканскую лиру.

## Описания монет
| \| 5 франков \| | \| 5 франков \| | \| 5 франков \| | \| 5 франков \| | \| 5 франков \| |
| --- | --- | --- | --- | --------------- |
| | | | |                 |
| Аверс : Бюсты Элизы и Феликса, повёрнутые вправо, с надписью по окружности: FELICE ED ELISA PP•DI LUCCA E PIOMBINO. (с итал. — «Феликс и Элиза, князья Лукки и Пьомбино») | Аверс : Бюсты Элизы и Феликса, повёрнутые вправо, с надписью по окружности: FELICE ED ELISA PP•DI LUCCA E PIOMBINO. (с итал. — «Феликс и Элиза, князья Лукки и Пьомбино») | Реверс : Номинал, окружённый лавровым венком и надписью: PRINCIPATO DI LUCCA E PIOMBINO. (с итал. — «Княжество Лукки и Пьомбино») и год в нижней части круговой надписи | Реверс : Номинал, окружённый лавровым венком и надписью: PRINCIPATO DI LUCCA E PIOMBINO. (с итал. — «Княжество Лукки и Пьомбино») и год в нижней части круговой надписи |                 |
| Вес 24,84 г | Материал серебро 900 ‰ | Диаметр 37 мм | Толщина 2,4 мм |                 |
| Автор(-ы) Сантарелли, Джованни Антонио | Автор(-ы) Сантарелли, Джованни Антонио | Гурт узор из листьев | Гурт узор из листьев |                 |
| Год 1810—1814 (указаны 1805—1808) | Год 1810—1814 (указаны 1805—1808) | Тираж 339 878 штук | Тираж 339 878 штук |                 |
| | | | |                 |
| Примечания – Эта монета чеканилась в княжестве самое долгое время; существуют более десятка её разновидностей, отличающихся мелкими деталями                              | | | |                 |
| 5 франков | | | |                 |

| \| 1 франк \| | \| 1 франк \| | \| 1 франк \| | \| 1 франк \| | \| 1 франк \| |
| --- | --- | --- | --- | ------------- |
| | | | |               |
| Аверс : Бюсты Элизы и Феликса, повёрнутые вправо, с надписью по окружности: FELICE ED ELISA PP•DI LUCCA E PIOMBINO. (с итал. — «Феликс и Элиза, князья Лукки и Пьомбино») | Аверс : Бюсты Элизы и Феликса, повёрнутые вправо, с надписью по окружности: FELICE ED ELISA PP•DI LUCCA E PIOMBINO. (с итал. — «Феликс и Элиза, князья Лукки и Пьомбино») | Реверс : Номинал, окружённый лавровым венком и надписью: PRINCIPATO DI LUCCA E PIOMBINO. (с итал. — «Княжество Лукки и Пьомбино») и год в нижней части круговой надписи | Реверс : Номинал, окружённый лавровым венком и надписью: PRINCIPATO DI LUCCA E PIOMBINO. (с итал. — «Княжество Лукки и Пьомбино») и год в нижней части круговой надписи |               |
| Вес 5 г | Материал серебро 900 ‰ | Диаметр 23 мм | Толщина 1,42 мм |               |
| Автор(-ы) Сантарелли, Джованни Антонио | Автор(-ы) Сантарелли, Джованни Антонио | Гурт наклонённые под 45º насечки | Гурт наклонённые под 45º насечки |               |
| Год 1812 (указаны 1805—1808) | Год 1812 (указаны 1805—1808) | Тираж 60 625 штук | Тираж 60 625 штук |               |
| | | | |               |
| Примечания – Монета чеканки с указанием 1805 года известна лишь в одном экземпляре, находящемся в частной коллекции в Балтиморе                                           | | | |               |
| 1 франк | | | |               |

| \| 5 чентезими \| | \| 5 чентезими \| | \| 5 чентезими \| | \| 5 чентезими \| | \| 5 чентезими \| |
| --- | --- | --- | --- | ----------------- |
| | | | |                   |
| Аверс : Бюсты Элизы и Феликса, повёрнутые влево, с надписью по окружности: FELICE ED ELISA PP•DI LUCCA E PIOMBINO. (с итал. — «Феликс и Элиза, князья Лукки и Пьомбино») | Аверс : Бюсты Элизы и Феликса, повёрнутые влево, с надписью по окружности: FELICE ED ELISA PP•DI LUCCA E PIOMBINO. (с итал. — «Феликс и Элиза, князья Лукки и Пьомбино») | Реверс : Номинал с годом под ним и надписью по кругу: PRINCIPATO DI LUCCA E PIOMBINO. (с итал. — «Княжество Лукки и Пьомбино») и звезда в нижней части круговой надписи | Реверс : Номинал с годом под ним и надписью по кругу: PRINCIPATO DI LUCCA E PIOMBINO. (с итал. — «Княжество Лукки и Пьомбино») и звезда в нижней части круговой надписи |                   |
| Вес 10 г | Материал медь | Диаметр 28 мм | Толщина 1,95 мм |                   |
| Автор(-ы) Сантарелли, Джованни Антонио | Автор(-ы) Сантарелли, Джованни Антонио | Гурт гладкий | Гурт гладкий |                   |
| Год 1813—1814 (указан 1806) | Год 1813—1814 (указан 1806) | Тираж 71 500 штук | Тираж 71 500 штук |                   |
| 5 чентезими | | | |                   |

| \| 3 чентезими \| | \| 3 чентезими \| | \| 3 чентезими \| | \| 3 чентезими \| | \| 3 чентезими \| |
| --- | --- | --- | --- | ----------------- |
| | | | |                   |
| Аверс : Бюсты Элизы и Феликса, повёрнутые влево, с надписью по окружности: FELICE ED ELISA PP•DI LUCCA E PIOMBINO. (с итал. — «Феликс и Элиза, князья Лукки и Пьомбино») | Аверс : Бюсты Элизы и Феликса, повёрнутые влево, с надписью по окружности: FELICE ED ELISA PP•DI LUCCA E PIOMBINO. (с итал. — «Феликс и Элиза, князья Лукки и Пьомбино») | Реверс : Номинал с годом под ним и надписью по кругу: PRINCIPATO DI LUCCA E PIOMBINO. (с итал. — «Княжество Лукки и Пьомбино») и звезда в нижней части круговой надписи | Реверс : Номинал с годом под ним и надписью по кругу: PRINCIPATO DI LUCCA E PIOMBINO. (с итал. — «Княжество Лукки и Пьомбино») и звезда в нижней части круговой надписи |                   |
| Вес 6 г | Материал медь | Диаметр 23 мм | Толщина 1,95 мм |                   |
| Автор(-ы) Сантарелли, Джованни Антонио | Автор(-ы) Сантарелли, Джованни Антонио | Гурт гладкий | Гурт гладкий |                   |
| Год 1812—1813 (указан 1806) | Год 1812—1813 (указан 1806) | Тираж 225 600 штук | Тираж 225 600 штук |                   |
| 3 чентезими | | | |                   |